# Râul Călugărița
Râul Călugărița este un curs de apă, afluent al râului Călugărul. 

## Hărți
- Parcul Vânători-Neamț